# 石澤ゆかり
石澤 ゆかり（いしざわ ゆかり、 1988年4月16日 - ）は、日本の陸上競技選手。障害走、長距離走。

## 経歴
鹿嶋市立大野中学校、茨城県立鉾田第一高等学校、茨城大学教育学部情報文化課程社会文化コース卒業。中学時代はバスケットボール部に所属していたが、俊足を買われて駅伝に出場して区間賞を取ったこともある。高校時代に本格的に陸上競技を始め中距離を中心に活動し大学でも続けた。卒業後はエディオンに入社し次第に力を伸ばしたため、いわゆる「遅咲き」のランナーとして知られている。
中距離・長距離で活躍してきたが最近は障害走に活躍の場を移し、2018年には前年の優勝者森智香子（積水化学）らを破り初めて日本選手権3000mSCを制した。2019年には吉村玲美（大東文化大）敗れたが、吉村に勝って2020年東京オリンピックの出場を狙っている。クロスカントリーも強く、福岡・千葉の2大クロスカントリー大会で優勝している。特に2020年のクロスカントリー日本選手権（福岡）では「中距離のホープ」と言われる名城大の和田有菜、チームメートの萩谷楓の2名を下し優勝した。
2021年8月、日立女子陸上競技部に移籍。

## 主な記録
| 年     | 大会                       | 種目          | 順位     | 備考           |
| ------ | -------------------------- | ------------- | -------- | -------------- |
| 2017年 | 全国女子駅伝               | 9区           | 区間21位 | 茨城県15位     |
|        | 全日本実業団陸上           | 10000m        | 8位      |                |
| 2018年 | 全国女子駅伝               | 9区           | 区間40位 | 茨城県32位     |
|        | X-RUN CHIBA                | 一般5㎞       | 優勝     |                |
|        | 第102回日本選手権          | 3000mSC       | 優勝     |                |
|        | アジア大会                 | 3000mSC       | 8位      |                |
|        | 全日本実業団陸上           | 3000mSC       | 2位      |                |
|        | クイーズ駅伝               | 1区           | 区間12位 | エディオン16位 |
| 2019年 | 全国女子駅伝               | 1区           | 区間14位 | 広島県15位     |
|        | クロスカントリー日本選手権 | シニア8㎞     | 5位      |                |
|        | アジア陸上競技選手権大会   | 3000mSC       | 6位      |                |
|        | 第103回日本選手権          | 3000mSC       | 2位      |                |
|        | 第74回国民体育大会         | 成年女子5000m | 6位      |                |
|        | クイーズ駅伝               | 3区           | 区間13位 | エディオン10位 |
| 2020年 | クロスカントリー日本選手権 | シニア8㎞     | 優勝     |                |